# Cupa României 1938-1939
La Cupa României 1938-1939 è stata la sesta edizione della coppa nazionale disputata tra il 13 novembre 1938 e il 9 luglio 1939 e conclusa con la vittoria del Rapid Bucarest al suo terzo successo consecutivo e quarto in totale. Per la prima volta in finale sono arrivate due squadre della capitale.

## Qualificazioni
Coinvolsero i club non di Divizia A.

## Sedicesimi di finale
Gli incontri si sono disputati il 13 novembre 1938. Il Textila MV Iași ha vinto l'incontro 3-0 contro il Gloria Arad a tavolino per forfait.
| Squadra 1                   | Risultato | Squadra 2                   |
| --------------------------- | --------- | --------------------------- |
| AMEF Arad                   | 6 - 0     | Tricolor CFPV Ploiești      |
| Franco Româna Brăila        | 4 - 0     | Stăruința Oradea            |
| Rapid Bucarest              | 3 - 1     | Ripensia Timișoara          |
| Sportul Studentesc Bucarest | 7 - 1     | ST Bucarest                 |
| Unirea Tricolor București   | 9 - 1     | Mihai Viteazul Chișinău     |
| Venus București             | 2 - 1     | Juventus București          |
| Craiu Iovan Craiova         | 1 - 2     | FC Carpați Baia-Mare        |
| Dacia VA Galați             | 4 - 3 dts | Victoria Cluj               |
| Textila MV Iași             | 3 - 0     | Gloria Arad                 |
| Minerul Lupeni              | 2 - 3 dts | UDR Reșița                  |
| Crișana Oradea              | 2 - 6     | Chinezul Timișoara          |
| Olimpia Satu-Mare           | 1 - 2     | CAM Timișoara               |
| Oltul Sfântu-Gheorghe       | 2 - 0     | Astra Română Moreni         |
| SG Sibiu                    | 2 - 1     | Luceafărul București        |
| Cetatea Sucevei             | 2 - 4     | Monitorul Oficial București |
| CFR Turnu Severin           | 0 - 1     | Prahova Ploiești            |

## Ottavi di finale
Gli incontri si sono disputati tra il 19 marzo e l'11 aprile 1939. Il derby tra l'Unirea Tricolor e il Monitorul Oficial Bucarest è stato rigiocato in quanto terminato in parità dopo i tempi supplementari. Il Textila MV Iași si è ritirato ed ha perso 3-0 a tavolino
| Squadra 1                 | Risultato | Squadra 2                   |
| ------------------------- | --------- | --------------------------- |
| FC Carpați Baia-Mare      | 3 - 0     | Textila MV Iași             |
| Franco Româna Brăila      | 2 - 5     | Sportul Studentesc Bucarest |
| Dacia VA Galați           | 0 - 6     | Rapid Bucarest              |
| Prahova Ploiești          | 12 - 2    | SG Sibiu                    |
| UDR Reșița                | 1 - 2     | AMEF Arad                   |
| CAM Timișoara             | 3 - 2     | Oltul Sfântu-Gheorghe       |
| Chinezul Timișoara        | 2 - 3     | Venus București             |
| Unirea Tricolor București | 4 - 0     | Monitorul Oficial București |

## Quarti di finale
Gli incontri si sono disputati il 2 aprile e il 25 giugno 1939
| Squadra 1                   | Risultato | Squadra 2                 |
| --------------------------- | --------- | ------------------------- |
| Venus București             | 3 - 1     | FC Carpaţi Baia-Mare      |
| AMEF Arad                   | 5 - 2     | Prahova Ploiești          |
| Rapid Bucarest              | 2 - 1 dts | Unirea Tricolor București |
| Sportul Studentesc Bucarest | 5 - 1     | CAM Timișoara             |

## Semifinali
Gli incontri si sono disputati tra il 29 giugno e il 2 luglio 1939
| Squadra 1                   | Risultato | Squadra 2       |
| --------------------------- | --------- | --------------- |
| Sportul Studentesc Bucarest | 3 - 1     | AMEF Arad       |
| Rapid Bucarest              | 2 - 0     | Venus București |

## Finale
La finale venne disputata il 9 luglio a Bucarest con due squadre della capitale a contenderisi il titolo. Per la terza volta consecutiva vincono i ferrovieri del Rapid con una doppietta di Baratky.
| Arbitro: | Emil Kroner (Bucarest) |

|                       |           |  |
| Iuliu Baratky 29’ 70’ | Marcatori |  |